# Diego Ramos
Diego César Ramos (ur. 29 listopada 1972 w Buenos Aires) – argentyński aktor telewizyjny i filmowy.

## Życiorys
Przyszedł na świat w Almagro, dzielnicy Buenos Aires jako drugi z czworga dzieci Silvii Ramos i lekarza kardiochirurga Alberto Ramosa. Ma dwóch braci – starszego Christiana i młodszego Hernána – oraz młodszą siostrę Maríę Silvię.
Zanim zdecydował się na aktorstwo, ukończył kurs reklamy Colegio San Francisco de Sales w Córdoba. Uczył się aktorstwa pod kierunkiem Luisiny Brando i Berty Goldenberg, ukończył również kurs śpiewu i tańca. Na małym ekranie wystąpił po raz pierwszy w telenoweli Montaña Rusa (1994). Pierwszą główną rolę zagrał w serialu Valeria (Ricos y famosos, 1997) u boku Natalii Oreiro.
W kilkunastu odcinkach telenoweli Zbuntowany anioł (Muñeca brava, 1999) zagrał postać Sergio, młodego prawnika zakochanego w Milagros. Regularnie pojawia się w telenowelach, chociaż równie często występuje w teatrze.
Grał ojca Violetty w disnejowskim serialu Violetta (2012-2015).

## Wybrana filmografia

### telenowele
- 1994: Montaña Rusa jako Maxi
- 1996: Sueltos
- 1996: Gino jako Víctor
- 1996: El Último verano
- 1996: Como pan caliente
- 1997: Valeria (Ricos y famosos) jako Diego Salerno Ortigoza
- 1999: Zbuntowany anioł (Muñeca brava) jako Sergio Costa
- 1998: Lo tuyo es mío jako Marcelo Morales
- 1998–2000: Verano del '98 jako Bruno Beláustegui
- 1999: Buenos vecinos
- 1998: Casablanca
- 2000: Amor latino jako Fernando Domeq
- 2001: Pedro el escamoso jako Sandro Bilicich
- 2001: Los Médicos (de hoy) 2 jako Nicolás Hernández
- 2003: Ángel de la guarda, mi dulce compañía jako Miguel Ángel Cruz
- 2003: El Auténtico Rodrigo Leal jako Alberto Diaz Lopera / Alberto Di Lorenzo
- 2005: Lorena jako Miguel Ferrero
- 2008: Los exitosos Pells jako Tomás
- 2012-2015: Violetta jako Germán Castillo